# Карл Мекленбургски (1664 – 1688)
Карл Мекленбургски (на немски: Karl zu Mecklenburg-[-Güstrow]); * 18 ноември 1664, Гюстров; † 15 март 1688, Гюстров) е наследствен принц от Мекленбург-Гюстров.

## Живот
Син е на Густав Адолф фон Мекленбург (1633 – 1695) и съпругата му Магдалена Сибила фон Шлезвиг-Холщайн-Готорп (1631 – 1719), дъщеря на Фридрих III.
Карл се жени на 10 август 1687 г. в Потсдам за принцеса Мария Амалия фон Бранденбург-Швет (* 26 ноември 1670, † 17 ноември 1739), дъщеря на „Великия курфюрст“ Фридрих Вилхелм фон Бранденбург и втората му съпруга херцогиня Доротея София фон Холщайн-Глюксбург. Бракът е бездетен. Той умира на 23 години внезапно от едра шарка като последен син на баща си. Съпругата му загубва детето си същия ден на 15 март 1688 г.
Вдовицата му се омъжва през 1689 г. за херцог Мориц Вилхелм фон Саксония-Цайц (1664 – 1718).